# Complejo Administrativo del 9 de Octubre

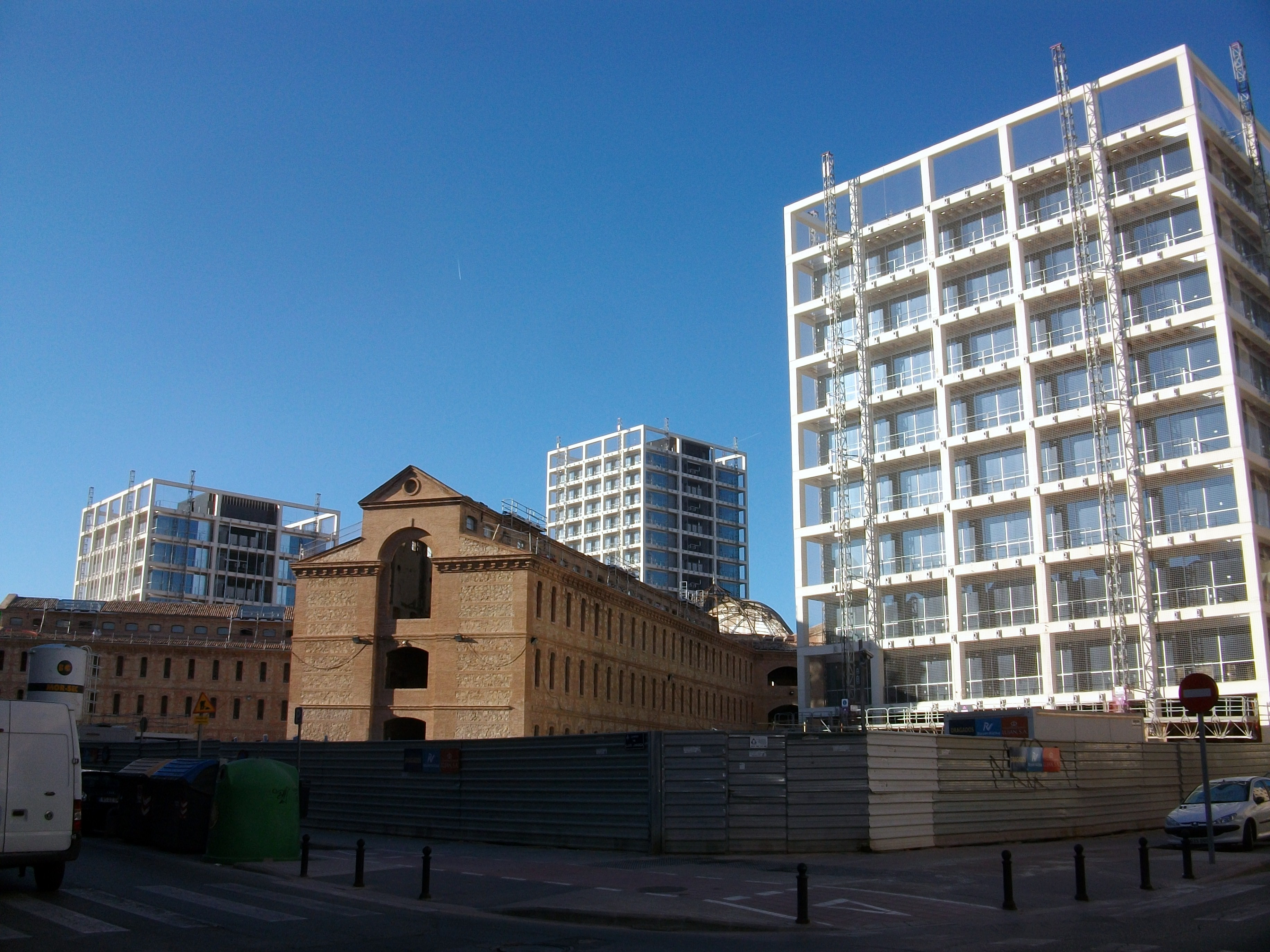
Vista del Complejo Administrativo del 9 de Octubre durante su construcción-rehabilitación.

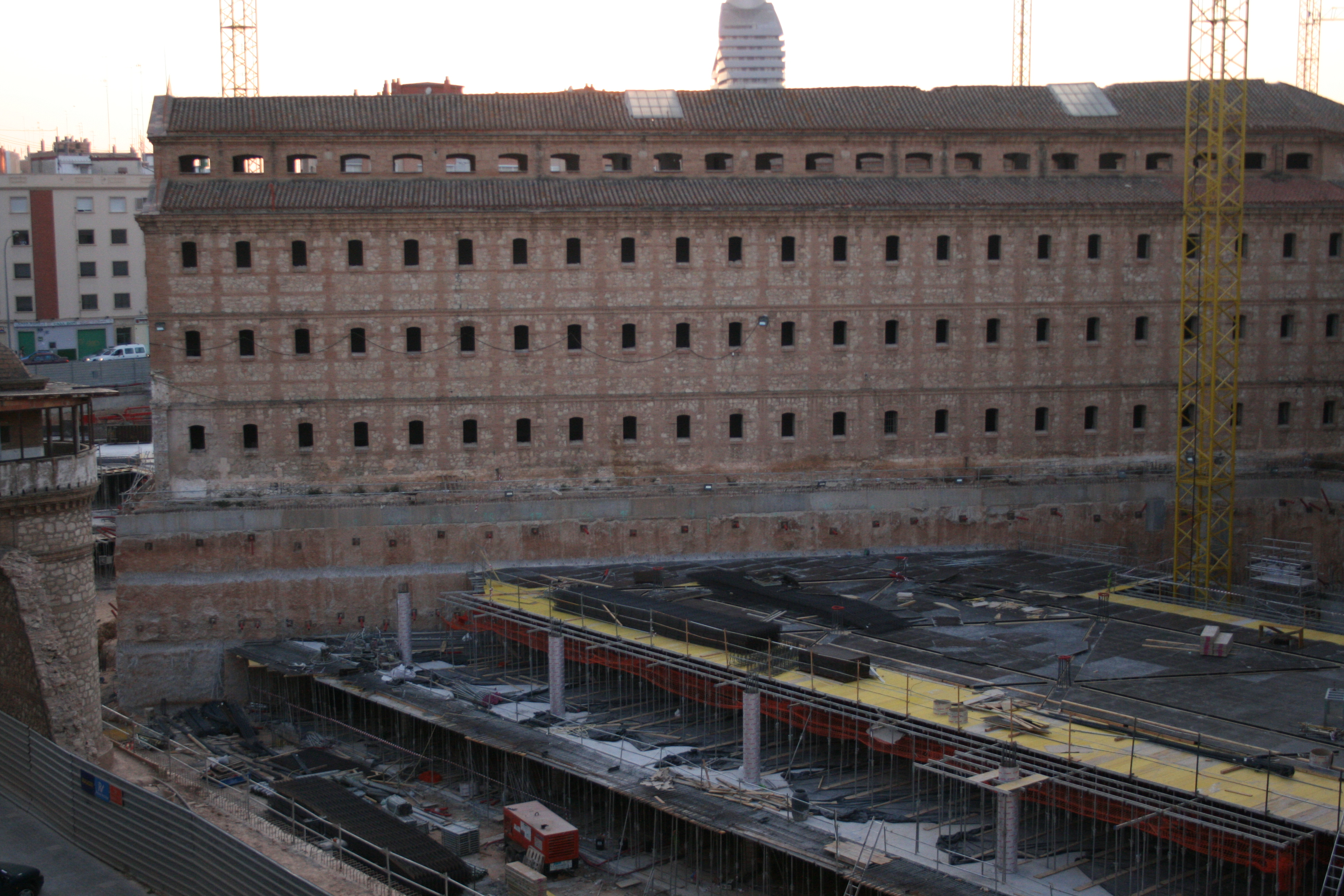
Ala oeste durante su rehabilitación.

El Complejo Administrativo del 9 de Octubre se encuentra en el distrito de la Olivereta en el barrio de Nou Moles de la ciudad de Valencia. El edificio inicial, el que corresponde con la antigua Prisión Modelo de Valencia, comenzó a edificarse en 1889 y se finalizaron en 1901, con el diseño y dirección del arquitecto Joaquín María Belda que imprimió un estilo funcionalista a la edificio-cárcel. Se dejó de emplear como centro penitenciario en 1991. Desde el año 2008 el edificio se rehabilitó y desde 2010 es un centro administrativo de la Generalidad Valenciana en honor al 9 de octubre. La rehabilitación estuvo a cargo del arquitecto valenciano Juan Añón. En sus oficinas trabajan cerca de 2200 funcionarios.

## Historia
El arquitecto Joaquín María Belda, a finales del siglo XIX, recibe el encargo de su diseño. Su planta adopta el sistema de prisión desarrollado en Filadelfia (Cherry Hill), en 1825, con un sistema de planta radial de unos 110 000 metros cuadrados. Durante el periodo de franquismo, en la prisión Modelo de Valencia llegaron a concentrarse unas 15 000 personas recluidas en algunos meses de 1939 y 1940, pese a que la capacidad de aforo prevista de ese recinto construido era de 528 personas. Esta cárcel fue un instrumento de represión, siendo un lugar habitual de retención de los republicanos y contrarios al gobierno franquista durante el periodo de postguerra hasta la transición.
La cárcel se dejó de emplear como centro penitenciario en el año 1991, siendo inventariada unos cuantos años después como patrimonio artístico por el Ministerio de Cultura.
En la prisión se rodó la película española Todos a la cárcel, dirigida por Luis García Berlanga en 1993.